# Taga-Roostoja
Taga-Roostoja est un village de 9 habitants de la Commune de Iisaku du Comté de Viru-Est en Estonie. 